# Bàibek
Bàibek (en rus: Байбек) és un poble de l'óblast d'Astracan, a Rússia, segons el cens del 2010 tenia 1.911 habitants.